# Belák András

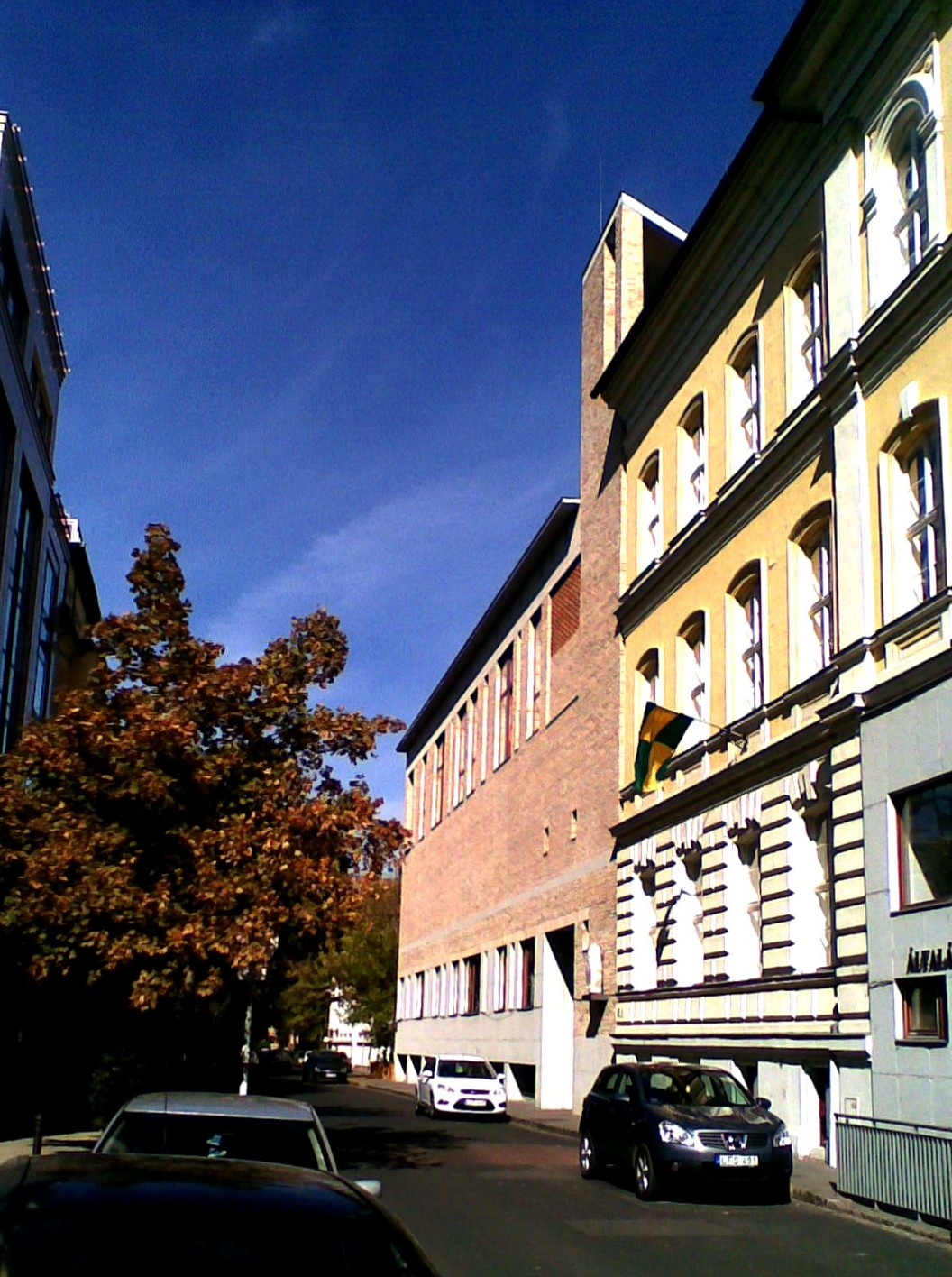
1951-1973 között a Medve utcai általános iskolában tanított.

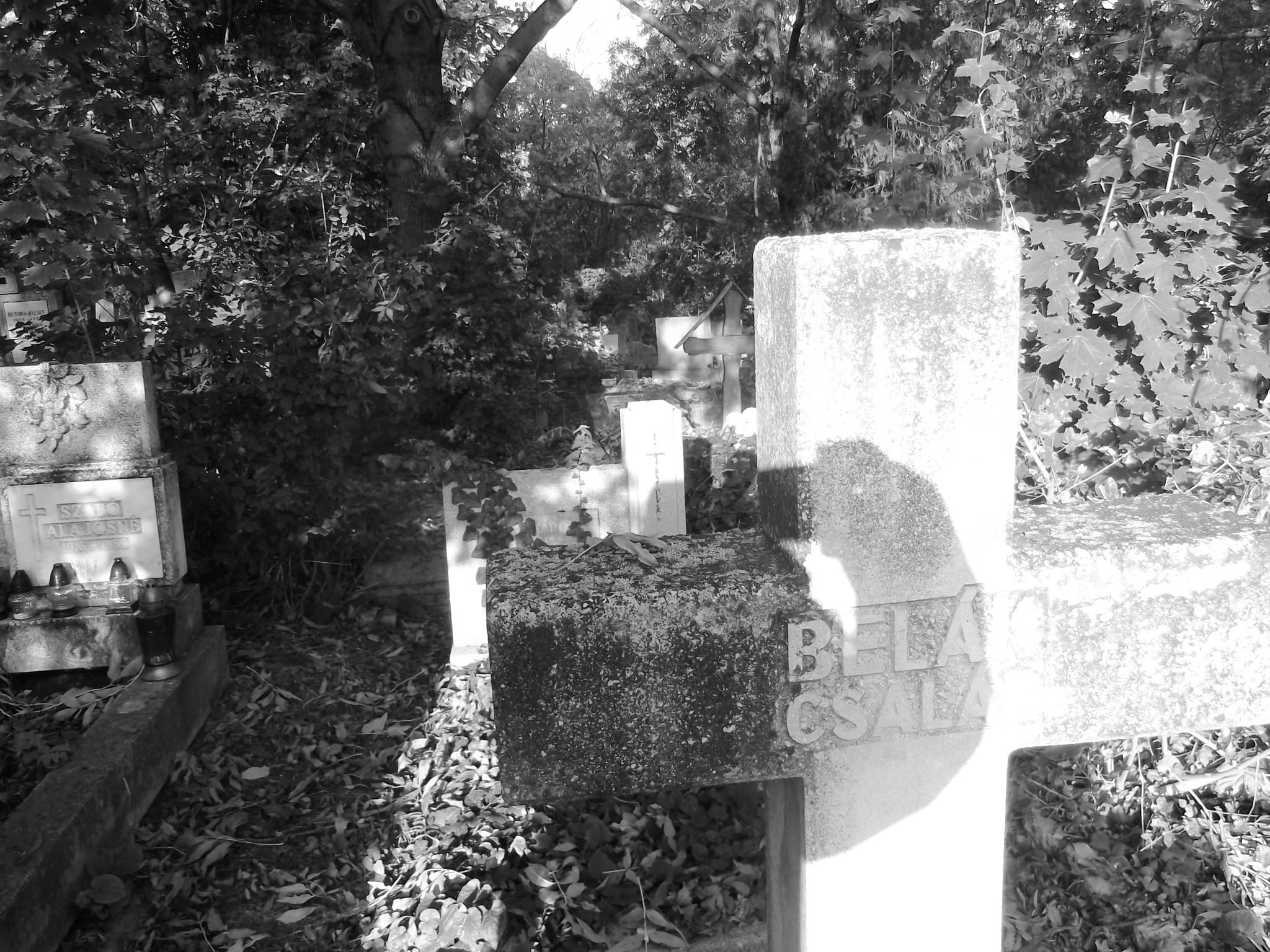
Belák András sírja a Farkasréti temetőben

Belák András (Devecser, 1914. október 6. – Budapest, 1997. augusztus 25.) jogász, festő, tanár.

## Származása
Szülei Belák Endre és Györffy Erzsébet. Apja Devecserben főszolgabíró volt. Egy nővére volt, Belák Magdolna, férjezett Kovács Lajosné. Édesapját 1945-ben le akarták tartóztatni, pusztán státusa miatt. Köztiszteletben álló személyként az evangélikus egyház felügyelője Ajkán, demokrata érzelmű; zsidó emberek bújtatásában vett részt idősebb Antall Józseffel együtt. A devecseriek nem engedték a letartóztatást, ekkor álltak ki mellette először, majd később is, amikor 1948-ban mégis letartóztatták és a váci börtönben raboskodott két évig. Betegen engedték ki, ezután már csak néhány évet élt. A devecseri házat elvették, tanyára telepítették ki az idős házaspárt. Végül egy kis lyukban húzták meg magukat életük végéig, nagy szegénységben, de már Budapesten. Belák András tehetségét édesanyjától örökölte, aki művészi adottságait fantasztikus sütemény- és tortakölteményekben, valamint csodálatos marcipán-szobrocskákban mutatta meg. Ilyenekkel élete végéig ellátta családját, gyermekeit, unokáit. (Valamely nyugatra származott barátnőtől kapta az alapanyagokat: csokoládét, marcipánt, ami abban az időben itthon elérhetetlen volt). Rossz szemével, ablak nélküli – valódi! – tyúkólban készítette mindezeket. (Belák András szüleit nagyon szerette, hetente látogatta és tiszteletből élete végéig magázta.)  A devecseri házukban most fogászati rendelő van, a fogorvosnő megtartotta azokat a képeket, melyek a pincelejáratban, kicsi „műtermében” voltak találhatók (Leánya, Erzsébet, kb. 15 éve látogatott oda, akkor még megvoltak az emlékek).
Belák András felesége Kluge Erzsébet (1923. július 31. – 1998. január 18.) volt, aki a háború – és 1945-ben kötött házassága – előtt fogorvosi asszisztensként és banktisztviselőként dolgozott, majd 1951-ben a házuk elvétele és a három gyermek születése után kemény fizikai munkával egészítette ki a család csekély jövedelmét (textilgyári munkásként, újságkihordóként és egyéb, nem túl megbecsült munkákkal). Végül egészségügyi adminisztrátorként dolgozott több mint húsz évig. Már ötvenéves is elmúlt, amikor IBUSZ tanfolyamot végzett és idegenvezető lett (német és francia nyelven). Gyermekeik: Belák Erzsébet (1946–), Belák Andrea (1948–), Belák István (1950–).

## Szakmai életútja
Alsó iskoláit a veszprémi piarista gimnáziumban végezte. 1925-től a Soproni Evangélikus Líceumba íratták be, ott is érettségizett 1934-ben. Festő szeretett volna lenni kicsi korától kezdve. A dunántúli táj már korán megihlette, legtöbb festményén ezek köszönnek vissza. Devecserből gyakran látogatta a Somló-hegyet, melyről több képe is készült. A szülői házban még ma is látható néhány korai képe.
Szülei házában egy ideig Aba-Novák Vilmos is lakott, Belák András igen jó barátságban volt vele. Tehetségét édesanyjától örökölte, aki szívesen kézimunkázott. Szülei nem helyeselték a művészpályát, ezért rábeszélték, hogy valamilyen polgári foglalkozást is válasszon. Az 1934/35-ös tanévben, a budapesti Pázmány Péter Egyetem bölcsészeti karát látogatta, irodalommal foglalkozott, főleg magyar irodalommal és nyelvészettel. Ő maga is verselt. Még egyetemista korában vásárolta meg a magyar költők összes, akkoriban első kiadásaikban megjelent versesköteteit, így Adyt, Babitsot, Kosztolányit és József Attilát is. A „polgári pályára állás” a következő tanévben következett be: 1935-től már a jog- és államtudományi kar hallgatója volt. Az államtudományi doktorátust 1940-ben szerezte meg Kolozsvárt. Az 1940-es visszacsatolást követően a Szegedre telepített Ferenc József Egyetem rövid időre visszakerült Kolozsvárra. Egyetemi évei alatt megélhetését kollégái diplomadolgozatainak elkészítésével biztosította. Mindeközben – 1937-ben – a Képzőművészeti Főiskolára is beiratkozott. Ott Rudnay Gyula és Szőnyi István tanítványa volt, de szobrászattal is foglalkozott.
Középiskolai éveinek és az egyetemen eltöltött éveknek köszönhetően jól tudott latinul. Végül mindkét szakját tudta hasznosítani, amikor a Képzőművészeti Főiskola titkáraként nyert állást 1941-ben. Ott az utolsó évét végezte festő szakon, amikor a háború és Budapest ostroma véget vetett elképzeléseinek: B-listára került. Édesapját 1945-ben le akarták tartóztatni. A devecseriek nem engedték a letartóztatást. 1948-ban mégis letartóztatták és a váci börtönben raboskodott két évig. Betegen engedték ki. A devecseri házat elvették, tanyára telepítették ki őket, majd egy kis lyukban húzták meg magukat életük végéig, de már Budapesten.
Belák András karrierje ezzel véget ért, a főiskoláról elbocsátották, arra hivatkozva, hogy az iratai elvesztek. A Világ (1945-06-17/28. szám) beszámolt arról, hogy megkezdődtek az igazolások a Képzőművészeti Főiskolán, és Belák Andrást három évre eltiltották az előléptetésről. Még 1945-ben, amikor a harcok véget értek, megnősült. 1945 októberében a Dunán csónakon átkelve Budáról a Deák téri evangélikus templomban tartották meg az esküvőt. Ezek után kb. egy évig gyári munkásként dolgozott a Láng Gépgyárban, de ezt egészségileg nem bírta. Lehetővé vált ezekben az időkben, hogy diplomás emberek tanítói oklevelet szerezzenek. Így iratkozott be a Tanítóképzőbe.
Tanítóként kezdett dolgozni, mindent oktatott: földrajzot, számtant, geometriát. A bajokhoz hozzájárult, hogy 1951-ben édesanyja és felesége szüleit is kitelepítették a Hortobágyra, így Belák András és felesége a lakásukat elvesztették. Ebben az időben Belák András a Labanc utcai általános iskolába járt tanítani. Pár év után sikerült közelebb kerülnie a lakhelyükhöz, s az ötvenes évek második felétől a Medve utcai általános iskolába került, rajztanárnak. Oktatott rajzot a harmadik osztálytól kezdve a nyolcadikig. Az idők során kerületi szakmai vezető lett, és szervezte, vezette a rajztanárok továbbképzését. A Medve utcai általános iskolában szakszervezeti bizalmiként is működött. A Kisalföld (1970-08-02/180. szám) Színek, formák, hangulatok c. cikkében beszámol arról, hogy számos alkotó érkezett a soproni művésztelepre, a Pedagógus Szakszervezet alkotótelepére érkezett például Budapestről Belák András is. „Dr. Belák Andrást sok emlék fűzi Sopronhoz, amely most mégis majdnem ismeretlen arcát mutatja a vendégnek. A Belák család Budapesten él, de családi hagyomány volt, hogy a felső osztályokra Sopronba adták a gyerekeket: ott végzett Belák András nagyapja, édesapja és ő maga is, a Berzsenyi Gimnáziumban 1934-ben érettségizett. Azóta a sorozatos feltárási és helyreállítási munkák következtében a barokk városból jóformán középkori várossá lett Sopron új és új élményeket ad az odaérkezőknek. Kissé szokatlan nekem ez az utcai rajzolás és vázlatkészítés, mondja mert otthon műteremben dolgozom, olajjal, és inkább figurális képeiket festek, nem tájakat. Itteni tollrajzaim inkább csak anyaggyűjtés jellegűek. Ilyen »vázlatfüzetlapnak« tekintem azokat a képeket is, amelyek a művésztelep házi kiállítására kerülnek. Dr. Belák András Budapesten, a Medve utcai gimnáziumban tanít, és diákjaival tanulmányi kiránduláson már megjárta Sopron utcáit.” 
Sokat restaurált, deklasszált nemesek családi arcképeit javította. Amikor nyugdíjba vonult, már több operáción esett túl, de szeme rendbehozatala után újult erővel kezdett neki a festésnek. Ekkor keletkeztek nagyalakú festményei. Rajztanárként nagy megbecsülésnek örvendett és 1973-ban az oktatásügy kiváló dolgozója címet nyerte el, sok kisebb előzetes dicséret és kitüntetés után.Ld. Művelődési Közlöny. (1973-08-17/16. szám) Belák András a Budapest II. ker. Medve utcai Általános Iskola fennállása 100. évfordulója alkalmából kapta a kitüntetést, rajta kívül Kunos Pálné is kapott kitüntetést. Verseket is írt, pl. Mit mondjak el a sok közül? versét az Új idők. (1943. november 20. 606. oldal) száma közölte. Belák András festményeiből kiállítást szerveztek a Medve utcai általános iskola jogutódjában, a Csík Ferenc Általános Iskolában és Gimnáziumban. 2014. október 10-én. A kiállítás anyagát Belák András leánya Belák Erzsébet biztosította az iskola számára.
Belák András és felesége, Kluge Erzsébet sírja a Farkaréti Temetőben van. Szüleik, Belák Endre és Györffy Erzsébet  is ott nyugszanak. A sírfelirat: Belák Család. A sírhely: Parcella: UJ9  Szakasz 0, sor 2, sír: 71.

## Videófelvételek
- Csik Ferenc Iskola - Dr. Belák András kiállítása – Youtube.com, Közzététel: 2014. október 13.

## Galéria

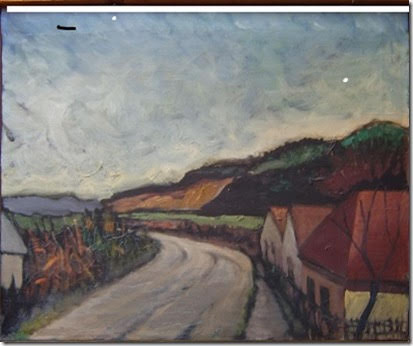
Falusi utca, tájkép
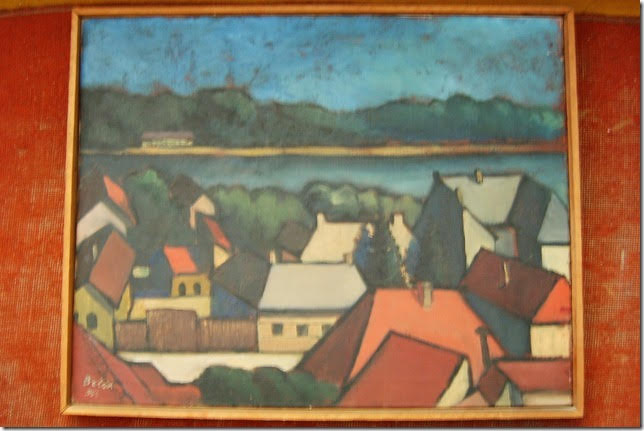
Falusi házak
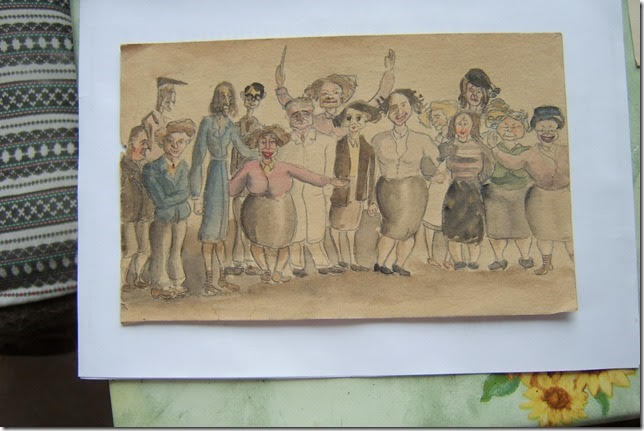
A Medve utcai általános iskola tanárai